# 雷克雷尤
雷克雷尤是巴西米纳斯吉拉斯州的一个市镇。总面积234.24平方公里，总人口10514人。